# Боно (Шотландія)
Боно́ (англ. Bonawe МФА /bon'ɔː/; шотл. гел. Bun Abha МФА /pun'a.ə/, означає «гирло річки Awe») — село у гірському районі Шотландії. Розташоване в області Аргілл-і-Б'ют, на північному березі озера Лох-Етів.

## Місцезнаходження
Село розташоване на північному березі озера (точніше — вузької морської затоки) Етів (Лох-Етів). На другому, південному, березі озера навпроти села Боно розташоване село Тейналт. У цій місцевості ширина озера найменша і становить приблизно 200 м.

## Назва села
Назва села походить від назви місцевості по обидва береги озера Лох-Етів, яка називається «Боно», що у перекладі означає «гирло річки Awe». Річка Awe впадає в озеро Лох-Етів з протилежного від села Боно, південного, берега. Але вся місцевість біля її гирла по обидва береги озера називається «Bun Abha» (шотландською гельською мовою) і «Bonawe» (на шотландському варіанті англійської мови).
З 1690 року по 1960-і роки в районі сел Боно і Тейналт існувала регулярна переправа через озеро Лох-Етів.